# Big John Studd
John William Minton (19. února 1948 – 20. března 1995), známý pod přezdívkou Big John Studd, byl americký profesionální wrestler a herec. Proslavil se díky svému působení ve World Wide Wrestling Federation/World Wrestling Federation.
Během své kariéry získal řadu titulů, včetně titulů NWA American Heavyweight Championship, NWA Mid-Atlantic Tag Team Championship, NWA Canadian Heavyweight title. V roce 1989 se stal vítězem zápasu Royal Rumble. V roce 1995 byl posmrtně uveden do síně slávy WCW a v roce 2004 do síně slávy WWE.

## Osobní život
Jeho manželka se jmenovala Donna. Měli spolu tři děti: Roberta, Jannelle a Seana, z nichž poslední je také profesionálním wrestlerem a vystupuje pod jménem Big Sean Studd.

## Smrt
Na podzim roku 1993 se mu objevila bulka v podpaží. Lékař mu následně našel velký nádor na hrudi. Po chemoterapii rakovina ustoupila a za půl roku se mohl znovu vrátit k zápasení. Rakovina se mu ale v roce 1994 opět vrátila. Když se nenašel vhodný dárce kostní dřeně, dávali mu asi měsíc života. Následně podstoupil autotransplantaci a nádor opět ustoupil. Kolem září 1994 mu zkolabovaly plíce a on se vrátil do nemocnice. V únoru 1995 se vrátil na další chemoterapii a zjistilo se, že se nádor značně rozšířil.
Zemřel na lymfom 20. března 1995. Bylo mu 47 let. Pohřben byl na hřbitově v Saxonburgu v Pensylvánii.

## Filmografie

### Filmy
| Rok  | Název                                | Role         |
| ---- | ------------------------------------ | ------------ |
| 1984 | Micki & Maude                        | sám sebe     |
| 1985 | The Protector                        | Huge Hood    |
| 1987 | Double Agent                         | Igor         |
| 1989 | Hyper Space                          | Psycho       |
| 1990 | Caged in Paradiso                    | Big Man      |
| 1991 | Harley Davidson and the Marlboro Man | Jack Daniels |
| 1991 | The Marrying Man                     | Dante        |

### Televize
| Rok  | Název                | Role     |
| ---- | -------------------- | -------- |
| 1985 | The A-Team           | sám sebe |
| 1987 | Hunter               | Randy    |
| 1988 | Beauty and the Beast | Erlick   |

## Úspěchy a ocenění
- 50th State Big Time Wrestling
  - NWA North American Heavyweight Championship (1x)
  - NWA Hawaii Tag Team Championship (1x)
- Championship Wrestling from Florida
  - NWA Florida Global Tag Team Championship (1x)
- European Wrestling Union
  - EWU World Super Heavyweight Championship (1x)
- Georgia Championship Wrestling
  - NWA National Tag Team Championship (1x)
- Maple Leaf Wrestling
  - NWA Canadian Heavyweight Championship (1x)
- Mid-Atlantic Championship Wrestling
  - NWA Mid-Atlantic Tag Team Championship (4x)
- NWA Big Time Wrestling
  - NWA American Heavyweight Championship (1x)
  - NWA Texas Tag Team Championship (1x)
  - NWA Brass Knuckles Championship (1x)
- NWA Southern Championship Wrestling
  - NWA Tennessee Southern Heavyweight Championship (1x)
- Pro Wrestling Illustrated
  - PWI Tag Team of the Year (1976)
  - PWI ranked him #60 of the top 500 singles wrestlers of the "PWI Years" in 2003
- World Championship Wrestling
  - WCW Hall of Fame (1995)
- World Wrestling Association
  - WWA World Tag Team Championship (1x)
- World (Wide) Wrestling Federation/Entertainment
  - WWWF World Tag Team Championship (1x)
  - Royal Rumble (1989)
  - WWE Hall of Fame (2004)
- Wrestling Observer Newsletter
  - Most Overrated (1984)
  - Worst Feud of the Year (1984) – vs. Andre The Giant
  - Worst Feud of the Year (1986) – s King Kong Bundy vs. The Machines